# José Martínez (Sandboard)
José Martínez Vera (Iquique) es un Rider de Sandboard chileno en las categorías Big Air, Bordercross y Slalom. Es campeón mundial de Sandboard 2015-2016.
Actualmente Martínez es instructor de Sandboard, Shaper (persona que hace tablas de Sandboard) y emprendedor.

## Biografía
Martínez practica la especialidad desde los 12 años, cultivando su pasión a comienzos de los años 90, cuando un compañero del colegio lo invitó  a probar una tabla que le había fabricado su padre.
A principios del 2000, viajó a España y Marruecos. Allí, en el Desierto del Sahara, filmó un documental sobre el sandboard para la televisión ibérica.
Participó en un programa de formación de instructores profesionales de la Federación Mundial de Sandboard  (Dune Riders International, conocida como DRI).
Se convirtió en campeón mundial después de participar en cuatro etapas del Circuito en México, Egipto, Perú y Chile. En el ranking mundial lo acompañaron otros dos iquiqueños: Cristian Calcagno (cuarto lugar) y Eduardo Seguel (sexto).
Municipalidad de Iquique y la bebida energética "Blue Magic" han sido sus patrocinadores.

## Palmarés

### Medallero Nacional
| Circuito Nacional de Sandboard | Circuito Nacional de Sandboard | Circuito Nacional de Sandboard       | Circuito Nacional de Sandboard | Circuito Nacional de Sandboard |
| Año                            | Lugar                          | Evento                               | Medalla                        | Competición                    |
| ------------------------------ | ------------------------------ | ------------------------------------ | ------------------------------ | ------------------------------ |
| 2018                           | Iquique                        | Campeonato Nacional "Duna Roca Roja" | Medalla de oro                 | Big Air                        |

### Medallero internacional
| Circuitos internacionales | Circuitos internacionales | Circuitos internacionales           | Circuitos internacionales | Circuitos internacionales |
| Año                       | Lugar                     | Evento                              | Medalla                   | Competición               |
| ------------------------- | ------------------------- | ----------------------------------- | ------------------------- | ------------------------- |
| 2015                      | México                    | Final del Tour Mundial de Sandboard | Medalla de oro            | Slalom                    |
| 2015                      | Egipto                    | Final del Tour Mundial de Sandboard | Medalla de oro            | Slalom                    |

### Distinciones personales
| Territorio | Distinción                        | Año  |
| ---------- | --------------------------------- | ---- |
| Chile      | líder del Ranking Mundial en 2014 | 2014 |
| Chile      | Campeón Mundial 2015              | 2015 |
| Chile      | Campeón Mundial 2015              | 2016 |